# Jack Teixeira
 (avril 2023).
Si vous disposez d'ouvrages ou d'articles de référence ou si vous connaissez des sites web de qualité traitant du thème abordé ici, merci de compléter l'article en donnant les références utiles à sa vérifiabilité et en les liant à la section « Notes et références ».
Pour les articles homonymes, voir Teixeira.
Jack Douglas Teixeira, né en décembre 2001, est un aviateur américain de la 102e escadre de renseignement de la Garde nationale aérienne du Massachusetts.
En avril 2023, Teixeira est accusé d'avoir violé l'Espionage Act après avoir divulgué des centaines de documents du Pentagone sur un serveur Discord, ce qui conduit à son arrestation.

## Historique

### Débuts de la vie
Teixeira grandit à North Dighton, dans le Massachusetts. Son beau-père Tom Dufault, sergent-chef retraité de l'armée de l'air américaine, et son demi-frère Alex Dufault travaillent tous deux à la base aérienne de Cape Cod (en). En 2020, Teixeira est diplômé du lycée régional de Dighton-Rehoboth, mais manque la cérémonie de remise des diplômes en raison d'obligations de formation à la base aérienne de Lackland, au Texas.
Au collège, Teixeira commence à s'intéresser à la guerre et aux armes. Selon des entretiens menés par CNN avec d'anciens camarades de classe, alors que certains considéraient son comportement doux et réservé comme agréable, d'autres se souviennent qu'il marmonnait des déclarations racistes et désobligeantes. Un élève raconte que Teixeira portait une chemise représentant un AR-15 un jour après la fusillade de Las Vegas de 2017, au cours de laquelle le tireur, Stephen Paddock, a utilisé quatorze fusils de type AR-15.

### Groupe Discord
Au cours des premiers mois de la pandémie de Covid-19, Teixeira crée un serveur Discord,, sous le nom d'utilisateur « jackthedripper »[réf. nécessaire]. Il le fait avec plusieurs amis proches, qui sont connus sous le nom collectif de « Thug Shaker Central » et qui s'étaient rencontrés sur un autre serveur Discord, grâce à un YouTuber militaire connu sous le nom d'« Oxide »[réf. nécessaire]. Les membres du serveur jouaient souvent au jeu vidéo en monde ouvert, Project Zomboid[réf. nécessaire]. Teixeira partageait des armes avec les membres du serveur et en est devenu l'administrateur.[pas clair]

## Service militaire
Après avoir obtenu son diplôme au lycée régional de Dighton-Rehoboth en septembre 2019, Teixeira rejoint la 102e escadre de renseignement de la Garde nationale aérienne du Massachusetts où il intervient sur les systèmes de transport cybernétique. Teixeira est alors incorporé à la base de la Garde nationale aérienne d'Otis à Cape Cod. En juillet 2022, Teixeira est promu aviateur de première classe. À la suite de quoi, il aurait obtenu une habilitation de sécurité plus élevée.

## Fuites et leur diffusion
Selon le Washington Post, Jack Teixeira partage régulièrement des informations classifiées sur le service de messagerie instantanée Discord, dans un serveur appelé « Thug Shaker Central ». Comme l'intérêt pour les documents diminue parmi les membres du serveur[pas clair], Jack Teixeira entreprend de prendre des photos de documents classifiés ; en octobre 2022, il en diffuse les premières liasses.

## Procédures judiciaires
Le matin du 13 avril 2023, le FBI place Jack Teixeira en garde à vue au domicile de sa mère à Dighton. Le procureur général des États-Unis, Merrick Garland, annonce que Teixeira aurait violé la loi sur l'espionnage. À la suite de cela, Teixeira est inculpé à Boston le 14 avril.